# Elazığ
Elazığ es una ciudad y un distrito de la región de Anatolia Oriental, en Turquía y capital de la provincia de Elazığ. Cuenta con una población de 319.381 habitantes (2007).

## Etimología
Antiguamente llamada Mamuret ül-Aziz o, según la transliteración estricta del árabe, Ma'mûrat al-'Aziz, en honor al sultán Abdülaziz I, se utilizaba "Elaziz" en el lenguaje corriente; la forma actual se adoptó en 1937. El nombre kurdo de la ciudad es Elezîz o Xarpêt, en armenio, Խարբերդ; en armenio oriental, Kharberd; en armenio occidental, Kharpert; también Harput o Kharput en referencia al asentamiento inicial.
La ciudad nueva se llamó Ma'muret al-'Azîz (en otomano, معمورة العزيز) en 1866 con ocasión del cincuenta aniversario de la subida al trono del sultán otomano Abdülaziz I. El nombre se amplicó primer a un sanjacado que dependía de Harput y, en 1879 a la sede del nuevo vilayato de los tramos superiores del Éufrates. En el lenguaje común, la ciudad se empezó a conocer como Elâzîz debido a la relajación en su pronunciación. El 10 de diciembre de 1937, por indicación personal del presidente Mustafa Kemal Atatürk, se cambió el nombre por el de Elazığ.

## Historia
La zona alrededor de Elazığ ha estado poblada durante siglos. Los primeros reyes armenios construyeron una ciudad y una ciudadela llamada Harput, que significa «fortaleza rocosa» a unas tres millas de la moderna Elazığ. Sin embargo, nos ha llegado poco material escrito sobre la ciudad. Harput, conocida antiguamente como Arsamosata, sigue estando habitada, pero debido a la altitud y a la falta de agua, lleva décadas en proceso de abandono, con sus habitantes trasladándose a Elazığ.
Es posible que Harput se encuentre sobre o cerca del emplazamiento de Carcathio-certa de Sophene, adonde llegó Corbulón en el año 65. Los primeros geógrafos musulmanes la conocían como Hisn Ziyad, aunque el nombre que se adoptó en la época fue el nombre armenio, Khartabirt o Kharbirt, y de ahí Kharput y Harput.
Guillermo de Tiro escribió que Joscelino I de Edesa y el rey Balduino II de Jerusalén fueron prisioneros de Amir Balak en el castillo de Harput y que fueron rescatados por sus aliados armenios. Guillermo de Tiro llama al lugar Quart Piert o Pierre.
La iglesia de Mart Maryam (Ortodoxa Siriana) de Harput fue la primera iglesia de Harput y se construyó en el año 179. Allí acudían los cristianos que se consideraban siriacos, diferentes de los armenios de Harput.
En 1850, se creó una diócesis Católica Armenia de Harput.

### Harput otomana y Ma'mûrat al-'Aziz
Harput fue un centro importante para los misioneros estadounidenses durante muchos años. Así, construyeron el Euphrates College (en turco, Fırat Koleji), un seminario teológico y escuelas para jóvenes. En noviembre de 1895, los kurdos, apoyados por los otomanos, masacraron, saquearon y quemaron las poblaciones armenia de la llanura. Ese mismo año, Harput fue atacada y se quemaron las escuelas estadounidenses. Durante el genocidio armenio, se acabó con los estudiantes del Euphrates College.

### Elazığ bajo la República Turca
Desde su fundación al final de la Segunda Guerra Mundial, el crecimiento de la ciudad fue irregular. Mientras al principio de la Primera Guerra Mundial la población era de entre 10.000 y 12.000 habitantes, el primer censo realizado por parte de la República de Turquía en 1927 registró 20.052 personas. Esta cifra siguió aumentando hasta los 25.465 en 1940, pero con la escasez general sufrida durante la Segunda Guerra Mundial por parte de la neutral Turquía llevó a un éxodo de población que redujo el número a 23.635. Desde entonces, la ciudad ha gozado de un crecimiento ininterrumpido. Harput, mientras tanto, adquirió el estatus de población independiente de Elazığ con una población que ascendía a unas 2.000 personas.

## Economía
El factor más importante que determinó el crecimiento de Elazığ desde la década de los años 1970 fue la construcción de la presa de Keban y la central hidroeléctrica (5.871.000 kWh/año) a 45 km de la ciudad. El embalse ocupa una superficie de 68.000 hectáreas e inundó alrededor de un centenar de pueblos y los campos de cultivo de otros muchos. Cerca de 20.000 personas tuvieron que desplazarse como consecuencia de la construcción de la presa.
Las industrias relacionadas con la presa, como las fábricas de cemento, contribuyeron al crecimiento y, tal y como apuntan Ayalon y Sharon, a que la población masculina superase a la femenina en alrededor de 8.000 durante la década de los años 1970, debido a la llegada de trabajadores a la ciudad para trabajar en la construcción. Muchos de los que tuvieron que desplazarse por la construcción de la presa decidieron quedarse en el centro de Elazığ y utilizaron las indemnizaciones estatales para adquirir viviendas en la ciudad o para abrir pequeños comercios. 
La región de Elazığ cuenta con numerosos yacimientos minerales, buen clima y tierra fértil. La extracción de cromo es una actividad minera importante. 
La presa, la industria y la minería explican el alto nivel de urbanización (el 42,70% en 1970), superando la media de Anatolia Oriental.
La principal actividad agrícola de la zona es la producción vinícola, aunque también destacan otros productos. Los viñedos de Elazığ son conocidos por la producción de Buzbağ, un tipo de vino tinto.

## Elazığ en la actualidad
Elazığ es la capital de la provincia de Elazığ. Se trata de una ciudad animada, con una universidad y una industria importante, aunque los monumentos históricos son escasos. La excepción es la antigua ciudadela y la ciudad de Harput, situada a tres millas al norte de Elazığ. La población de Elazığ está compuesta por turcos, kurdos y azeríes.

## Geografía
Elazığ se encuentra en la parte noroeste de un valle de 30 millas de largo, conocido como Uluova (literalmente, el Gran Valle). Los armenios solían llamar al valle Vosgetashd, que significa Llanura Dorada. Se encuentra a una altitud de 1.067 m. La provincia de Elazığ está rodeada por el Éufrates al norte y, desde la construcción de la presa de Keban, los ríos han pasado a representar casi el 10% de la superficie (826 km²) de la provincia (8.455 km²). La provincia de Elazığ limita con Tunceli (al norte), Erzincan (al noroeste), Bingöl (al este), Diyarbakır (al sur) y Malatya (al oeste).

## Lugares de interés
- Universidad de Firat
- Harput Kalesi (castillo de Harput)
- Buzluk Mağarası (cueva de Buzluk)
- Museo arqueológico y etnográfico
- Hazar Gölü (lago Hazar)
- Mezquitas (cami en turco) y lugares sagrados (türbe en turco) históricos:
  - Ulu Camii: construida por el sultán Fahrettin Karaaslan en 1156. Es una de las construcciones más antiguas e importantes de Anatolia.
  - Sarahatun Camii (también conocida como Sarayhatun Cami): construida por Sara Hatun, madre del sultán Bahadır Han (también conocido como Uzun Hasan) en 1465 como una pequeña mezquita. Se reformó en 1585 y en 1843.
  - Kurşunlu Camii: construida entre 1738 y 1739 en Harput durante la época otomana.
  - Alacalı Camii.
  - Ağa Camii: construida en 1559.
  - Arap Baba Mescidi ve Türbesi: construido durante el reinado del sultán selyúcida Gıyaseddin Keyhüsrev III (hijo de Kılıçarslan IV) en 1279. Contiene un cuerpo momificado que se conoce como Arap Baba.
  - Fetih Ahmet Baba Türbesi (lugar sagrado de Fetih Ahmed).
  - Mansur Baba Türbesi.